# Hell-On
Hell-On je sedmé sólové studiové album americké zpěvačky Neko Case. Vydáno bylo 1. června roku 2018 společností ANTI-. Na album přispěli například Mark Lanegan, Joey Burns a k.d. lang. Lanegan zpívá v písni „Curse of the I-5 Corridor“. Většinu písní na albu si zpěvačka sama také produkovala, částečně se na desce produkčně podílel také Björn Yttling.

## Seznam skladeb
1. Hell-On
2. Last Lion Of Albion
3. Halls of Sarah
4. Bad Luck
5. Curse of the I-5 Corridor
6. Gumball Blue
7. Dirty Diamond
8. Oracle of the Maritime
9. Winnie
10. Sleep All Summer
11. My Uncle's Navy
12. Pitch or Honey